# Katholieke Voetbalbond Antwerpen
De Katholieke Voetbalbond Antwerpen (KVA) is een voormalige Belgische voetbalbond die een onafhankelijke provinciale competitie organiseerde.

## Geschiedenis
De KVA werd op 1 september 1907 opgericht onder de naam Union Métropolitaine (UM) en ontstond uit de samensmelting van een aantal onafhankelijke provinciale competities en organisaties, waarvan die van het Bisdom Antwerpen de oudste was.
Later veranderde de UM haar naam in Aartsbisschoppelijk Sportverbond. Deze organiseerde aanvankelijk, tot 1920, uitsluitend competities tussen de colleges van het bisdom. Na 1920 konden ook voetbalverenigingen van kringen en patronaten deelnemen.
In 1932 werd de benaming in de provincie Antwerpen veranderd in Vlaams Katholiek Sportverbond (VKSV). Deze feitelijke vereniging werd in 1945 omgevormd tot de vzw Katholieke Voetbalbond Antwerpen. In 1977, bij de oprichting van de Koninklijke Katholieke Sportfederatie van België afdeling voetbal, ging de KVA op in deze uniforme structuur.